# حسین‌آباد (جهرم)
حسین‌آباد یک روستا در ایران است که در بخش مرکزی شهرستان جهرم در استان فارس واقع شده‌است. حسین‌آباد ۱۰۷ نفر جمعیت دارد.